# Moscova (metropolitana di Milano)
Moscova è una stazione della linea M2 della metropolitana di Milano.

## Storia
La stazione fu aperta il 3 marzo 1978 come parte del prolungamento da Garibaldi FS a Cadorna FN.

## Strutture e impianti
Moscova fu la prima stazione della metropolitana milanese il cui intero piano banchine venne scavato a foro cieco anziché a cielo aperto, a causa della scarsità di spazio in superficie. Il mezzanino venne invece scavato a cielo aperto, ed è posto in un'area laterale ai binari.
La stazione sorge in corrispondenza dell'incrocio tra via della Moscova, corso Garibaldi, via Statuto e largo La Foppa.

## Interscambi
Nelle vicinanze della stazione effettuano fermata alcune linee urbane automobilistiche, gestite da ATM.
- Fermata autobus

## Servizi
La stazione dispone di:
- Accessibilità per portatori di handicap
- Scale mobili
- Emettitrice automatica biglietti
- Stazione video sorvegliata